# Риц, Евгения Семёновна
Евгения Семёновна Риц (род. 29 мая 1977, Горький) — российская поэтесса, литературный критик. Кандидат философских наук.
Окончила Нижегородский государственный педагогический университет. Диссертация - «Природное и культурное в философии человека Н. Ф. Фёдорова».
Стихи публиковались в журналах: «Новый мир», «Знамя», «Октябрь», «Новое литературное обозрение», «Воздух», «Цирк ”Олимп”», «Сноб», «Новый Берег», «Волга», «Волга — XXI век», «Урал», «Дети Ра», «Homo Legens», «Лиterraтура», альманахах «Вавилон», «Reflect+куадусешщт» (Чикаго) и др., антологии «Братская колыбель», электронных журналах «РЕЦ» и «TextOnly», на сайтах «Сетевая словесность», «Молодая русская литература». В 2004 году вошла в лонг-лист премии «Дебют», в 2007 г. — в шорт-лист премии «Рец». Участник сообщества «Полутона». Редактор портала «Полутона».
В 2005 году в издательстве ОГИ выходит её первый сборник стихов «Возвращаясь к лёгкости». В 2007 году в издательстве АРГО-РИСК выходит вторая книга — «Город большой. Голова болит». Обе книги получили множество отзывов и рецензий.
«Это очень тихая книга», — говорит о сборнике Евгении Риц Станислав Львовский. Добавлю: отчаянно правдивая. И в высшей степени поэтическая — то есть превращающая в предмет поэзии всё, что перечисляется на её страницах.Мария Галина
Риц стремится прорваться к внесловесному опыту. В её стихотворениях прекрасно используется многозначность языка. <...> Риц — филолог, и ей это очень помогает. <...> Слушание, в котором голос теряет громкость, но набирает высоту. Стихи Евгении Риц — научение «шороху и песку», которое не приводит к потере ни личности, ни личной связи с миром, а, наоборот, только через них и возможно.Александр Уланов

## Книги
- Возвращаясь к лёгкости — М.: ОГИ, 2005. — 72 c.
- Город большой. Голова болит — М.: АРГО-РИСК, Книжное обозрение, 2007. — 96 c.